# Merla de dors plumbi
La merla de dors plumbi (Turdus reevei) és un ocell de la família dels túrdids (Turdidae).

## Hàbitat i distribució
Habita zones de bosc àrid i matoll, a les terres baixes del vessant del Pacífic, a l'oest i sud-oest de l'Equador i nord-oest del Perú.